# Marta Kubišová

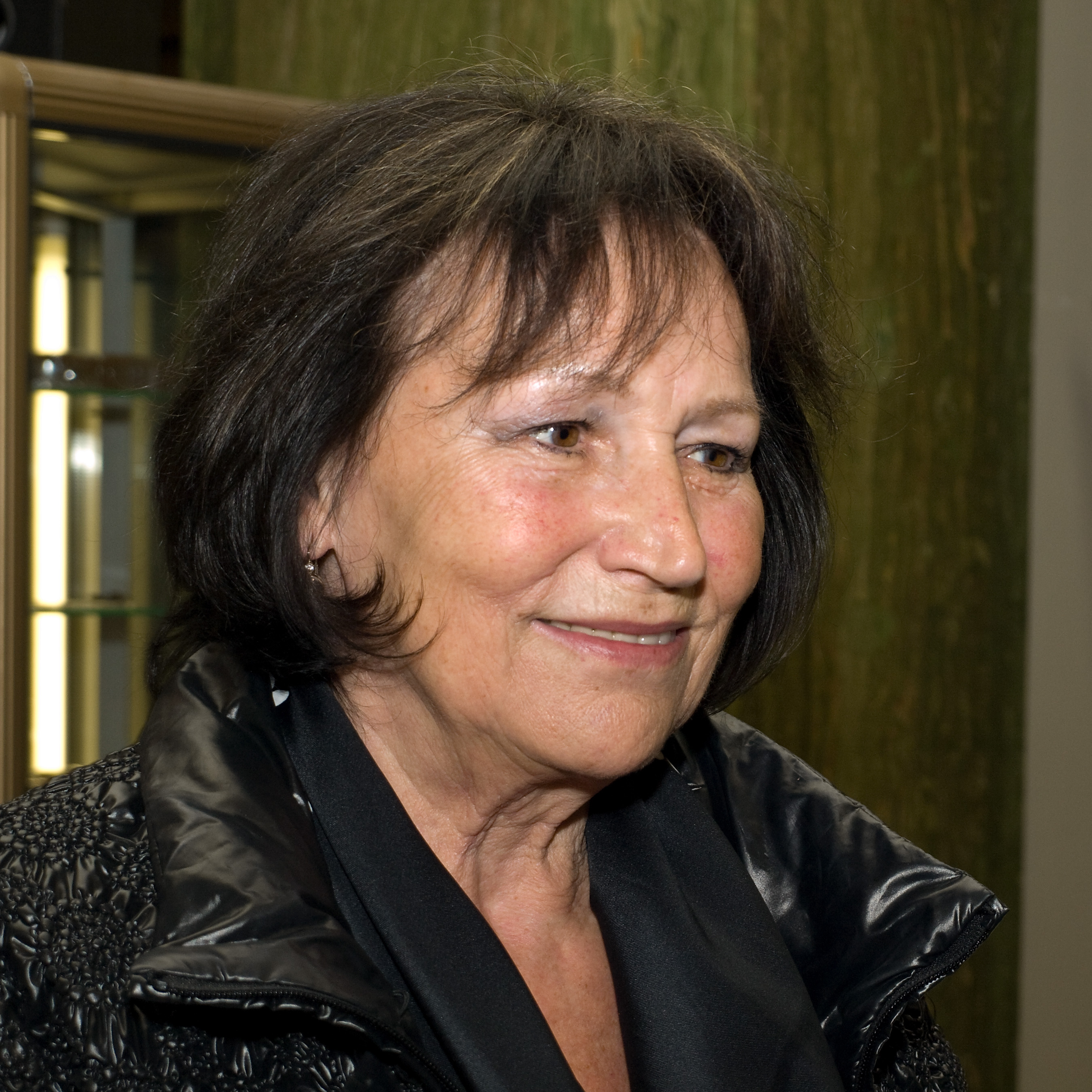
Marta Kubišová, 2010

Marta Kubišová (ur. 1 listopada 1942 w Czeskich Budziejowicach) – czeska piosenkarka, trzykrotna (za 1966, 1968 i 1969 rok) zdobywczyni czechosłowackiej nagrody „Złotego Słowika”, laureatka festiwali Bratislavská lýra. Sygnatariuszka i rzeczniczka Karty 77.

## Życiorys
Marta Kubišová urodziła się 1 listopada 1942 roku w Czeskich Budziejowicach. Jej ojciec był internistą. Matka zajmowała się domem, a następnie sprzedawała płyty czeskiej wytwórni muzycznej Supraphon w sklepie przy ulicy Celetnej w Pradze. Małżeństwo, oprócz córki, dochowało się syna Jana. W 1952 roku rodzina przeniosła się do Podiebradów, gdzie w latach 1954–1959 Kubišová uczęszczała do gimnazjum. Po jego ukończeniu pragnęła, jak jej ojciec, studiować medycynę, jednak nie dostała się na studia z powodu inteligenckiego pochodzenia. Od 1959 do 1962 roku była zatrudniona w hucie szkła jako brakarka (przy wyszukiwaniu szklanek i butelek, które nie spełniały norm). Jednocześnie śpiewała amatorsko z zespołem tanecznym w Podiebradach oraz w kawiarni w Nymburku. W tym czasie bezskutecznie starała się o rekomendację z fabryki, aby dostać się na studia medyczne.

### Kariera muzyczna
W 1961 roku wzięła udział w konkursie „Szukamy nowych talentów” awansując do finału. Na sezon 1962/1963 została zaangażowana do pardubickiego teatru Stop divadla, gdzie poznała kompozytora, Bohuslava Ondráčka, który wpłynął na jej dalszą karierę. W sezonie 1963/1964 pracowała w teatrze Alfa w Pilźnie, w którym współpracowała z sekstetem jazzowym Ondráčka. Popularność jaką zdobyła występując w małych teatrach oraz oryginalność utworów Bohuslava Ondráčka przyciągnęły uwagę reżyserów teatralnych. We wrześniu 1964 roku przeprowadziła się do Pragi. W stolicy, za namową Jana Schneidera, rozpoczęła występy w teatrze muzycznym Rokoko znajdującym się na placu Wacława. Tam też zaczęła tworzyć własny repertuar. Dzięki reżyserowi z Rokoka, Darkowi Vostřelowi, pojawiła się w programie telewizyjnym Vysílá studio A. W 1965 roku, w teatrze, podczas prób do Čekání na slávu, poznała Helenę Vondráčkovą i Václava Neckářa. Rok później, na festiwalu Bratislavská lýra w Bratysławie, zdobyła (wraz z Vondráčkovą) „Srebrną lirę” za wykonanie piosenki „Oh, baby, baby” oraz zadebiutowała w filmie – Mučedníci lásky, którego reżyserem był przyszły mąż piosenkarki, Jan Němec.
W 1967 roku została uhonorowana nagrodą „Złotego Słowika” dla najlepszej czechosłowackiej piosenkarki roku 1966, przyznawaną przez czytelników „Mladého světa” i słuchaczy stacji radiowych. W tym samym roku zdobyła „Brązową lirę” na festiwalu Bratislavská lýra za wykonanie piosenki w duecie z Waldemarem Matušką „Nech tu lásku spát” oraz została obsadzona w (realizowanym również w następnym roku) serialu telewizyjnym Píseň pro Rudolfa III w reżyserii Jaromíra Vasty, w którym wykonała pieśń (do słów Petra Rady) nadawaną w radiu po sierpniu 1968 roku jako „Modlitba pro Martu” („Modlitwa dla Marty”).
Sukcesy na czechosłowackiej scenie muzycznej zaowocowały w 1968 roku występami Kubišovej podczas targów MIDEM (akronim od Marché International du Disque et de l’Edition Musicale) w Cannes we Francji, ofertą występów w Londynie (odrzuconą ze względu na niekorzystne warunki finansowe) oraz występem w paryskiej Olympii na zaproszenie Bruna Coquatrixe’a, gdzie spotkała się z Arethą Franklin. W tym samym roku zdobyła „Złotą lirę” na festiwalu Bratislavská lýra za wykonanie piosenki „Cesta” autorstwa Jindřicha Brabeca oraz Petra Rady, a także zrealizowała swój pierwszy recital telewizyjny Náhrdelník melancholie w reżyserii Jana Němca. W 1968 roku jej brat Jan wyemigrował do Kanady.

### „Praska Wiosna”
W czasie „Praskiej Wiosny” (okresie politycznej liberalizacji w Czechosłowacji, trwającej od 5 stycznia do 20 sierpnia 1968 roku) wraz z Ivą Janžurovą oficjalnie, w obecności kamer telewizyjnych, wsparła Alexandra Dubčeka po jego powrocie z negocjacji z władzami ZSRR w Moskwie.
W nocy z 20 na 21 sierpnia 1968 roku rozpoczęła się operacja „Dunaj” – inwazja wojsk Układu Warszawskiego na Czechosłowację w celu powstrzymania politycznych reform. Po rozpoczęciu operacji telewizja dwukrotnie wyemitowała Píseň pro Rudolfa III. Piosenka z tego serialu, nadawana w radiu jako „Modlitba pro Martu”, wraz z upływem czasu stała się odzwierciedleniem nastrojów społecznych po krwawym stłumieniu „Praskiej Wiosny” oraz wyrazem obywatelskiego protestu przeciwko wtargnięciu obcych wojsk.

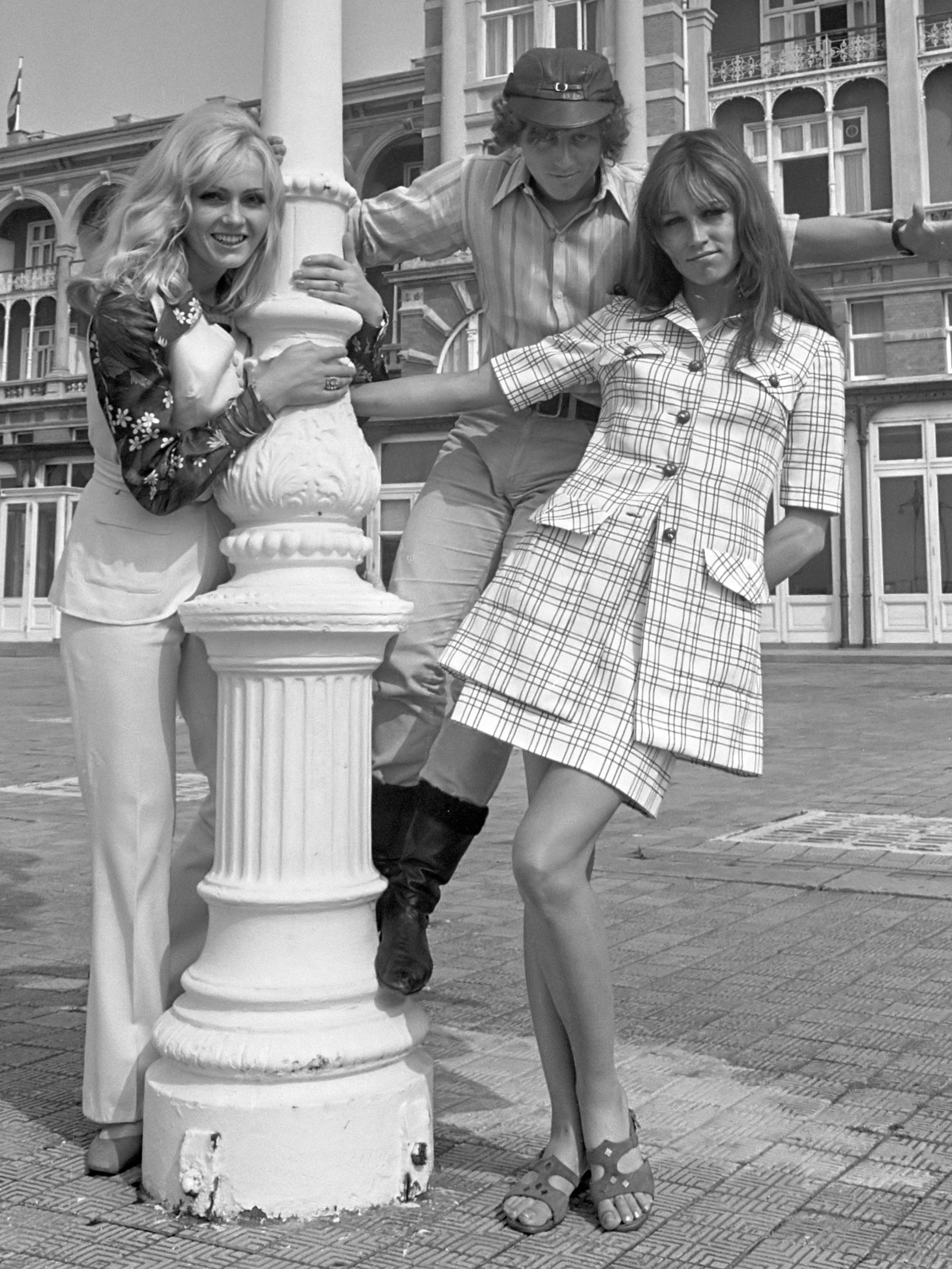
Golden Kids. Po prawej Marta Kubišová (1969)

1 listopada 1968 roku powstał (pod kierownictwem Bohuslava Ondráčka) tercet Golden Kids, w którym oprócz Kubišovej występowali Helena Vondráčková i Václav Neckář. Przed końcem roku tercet miał własny program, a muzyczni krytycy uznali piosenki Kubišovej: „Cesta”, „Lampa” i „Máj” za trzy najlepsze piosenki mijającego roku. 1 stycznia 1969 roku wzięła udział w programie noworocznym GramoHit, w którym wykonała utwór „Modlitba pro Martu”. Na początku 1969 roku tercet występował na targach muzycznych MIDEM w Cannes, z których powrócił przedwcześnie na wieść o samospaleniu Jana Palacha. Efektem pozytywnych recenzji krytyków muzycznych po serii koncertów Golden Kids było podpisanie kontraktu z Polydor Records. Jednocześnie Kubišová otrzymała nagrodę „Złotego Słowika” w kategorii najlepsza czechosłowacka piosenkarka 1968 roku, a na festiwalu w Splicie piosenką „Atlantis” zdobyła trzecie miejsce. W tym samym roku zespół wystąpił m.in. na festiwalu Europe Songs w Szwecji oraz w zachodnioniemieckiej telewizji, a w Czechosłowacji została wydana jej pierwsza solowa płyta Songy a balady, nagrała także piosenkę dla radia „Tajga blues '69” dla upamiętnienia ośmiorga uczestników demonstracji z 25 sierpnia 1968 roku na placu Czerwonym w Moskwie przeciwko interwencji zbrojnej w Czechosłowacji (sześcioro z nich zesłano do łagrów, a dwoje zamknięto w szpitalu psychiatrycznym) oraz zrealizowała drugi recital telewizyjny Proudy lásku odnesou. We wrześniu 1969 Marta Kubišová poślubiła reżysera Jana Němca.

### Złamanie kariery
Zmiany polityczne jakie nastąpiły w Czechosłowacji po stłumieniu „Praskiej Wiosny” oraz postępująca od końca roku 1969 „normalizacja” spowodowały powolne odsuwanie Marty Kubišovej od występów publicznych, telewizji oraz emisji jej piosenek w radiu (nowy dyrektor radia zarządził, aby nadawano tylko jeden utwór piosenkarki dziennie, celem osłabienia jej pozycji w nadchodzącym plebiscycie na najpopularniejszą wokalistkę roku). Nowo wybrane władze Komunistycznej Partii Czechosłowacji, z Gustávem Husákiem na czele, nie mogły zaakceptować popularności wokalistki, która otwarcie poparła Alexandra Dubčeka, a poprzez piosenkę „Modlitba pro Martu” była kojarzona ze zrywem 1968 roku. Podjęte działania nie przyniosły spodziewanego rezultatu i na początku 1970 roku – w plebiscycie na najlepszą piosenkarkę roku 1969 – zdobyła największą liczbę głosów. Zgodnie z wytycznymi władz, nagrodę odebrała „za zamkniętymi drzwiami” w redakcji „Mladého světa”.
Ostatni występ Golden Kids odbył się 27 stycznia 1970 roku w hali sportowej w Ostrawie, a kilka dni później (3 lutego) decyzją władz tercet został rozwiązany. Państwowy Pragokoncert zakazał wokalistce pracy i działalności artystycznej. Ponadto objęto całkowitą cenzurą jej twórczość. Ostatni singel, „Kde máš ten dům”, nagrany w czerwcu 1970 roku dla Supraphonu, został przed wydaniem zniszczony, natomiast aparat bezpieczeństwa Czechosłowackiej Republiki Socjalistycznej – Státní bezpečnost (StB) zadbał, aby Kubišova nie mogła znaleźć pracy. Przez kolejne prawie 20 lat radio i telewizja czechosłowacka nie nadały ani jednej piosenki w wykonaniu artystki. Rolę Kubišovej, która w swoim repertuarze miała zagraniczne piosenki z czeskimi tekstami, zdemaskował na swych łamach m.in. wschodnioniemiecki organ partii komunistycznej, dziennik „Neues Deutschland”: dzięki rewizjonistycznej postawie wobec zachodniego przemysłu rozrywkowego, który w Czechosłowacji przeważył, przeciwnik mógł systematycznie stopniować swą ideologiczną dywersję właśnie za pomocą hitów. Za pośrednictwem zachodnich szlagierów osiągnąć apolityczną postawę, by dalej demoralizować młodzież, a tym samym stworzyć hołotę, która potem poprowadziłaby akcję przeciw socjalistycznej sile kraju. W mediach istniał formalny zakaz wymieniania nazwiska piosenkarki.

### Wykluczenie z życia publicznego
Oficjalnym, propagandowym wyjaśnieniem, które miało uwiarygodnić w oczach społeczeństwa usunięcie Marty Kubišovej z życia publicznego, był „fakt”, że Kubišova wzięła udział w zdjęciach pornograficznych i nie może już być artystką socjalistyczną – jak napisał centralny organ Komunistycznej Partii Czechosłowacji, „Rudé právo”. Prowokacja StB polegała na skopiowaniu w całości duńskiej książeczki porno Gorące kotki, w której dokonano fotomontażu kilku zdjęć tak, aby była na nich widoczna twarz Kubišovej. Spreparowane pismo rozesłano do instytucji kulturalnych, gazet, radia oraz telewizji. Ponadto w rozmowach z innymi artystami sugerowano, że wokalistka wzięła udział w filmie pornograficznym, który zrealizowano w jednej z praskich willi. Efektem był całkowity ostracyzm na oficjalnych imprezach. W odpowiedzi piosenkarka wytoczyła dyrektorowi Pragokoncertu proces o zniesławienie. Sprawa zakończyła się orzeczeniem przez sąd przeprosin – w związku z czym dyrektor wyraził skruchę, ale przedsiębiorstwo i tak zerwało wszystkie kontrakty oraz umowy z wokalistką. Proces oraz sytuacja, w jakiej znalazła się Kubišova, odbiły się na jej stanie zdrowia: w 1971 roku, będąc w ósmym miesiącu ciąży, poroniła na skutek stresu (lekarze uratowali ją ze śmierci klinicznej). Kubišova była faworytką w kolejnej edycji plebiscytu o nagrodę „Złotego Słowika”, ale interwencja Departamentu Prasy i Informacji (Úřad pro tisk a informace, 1968–1989), kierowanego przez Edwarda Švacha, sprawiła, że zmieniono zasady przyznawania nagrody (m.in. połączono kategorie, zniszczono część kartek pocztowych z głosami na Kubišovą, jednocześnie podwajając liczbę oddanych głosów na Evę Pilarovą). W ten sposób Kubišova oficjalnie zajęła miejsce siódme, niepozwalające na uroczyste wręczenie nagrody (występy laureatów specjalnie ograniczono do miejsca szóstego) – zwycięzcą połączonych kategorii został Karel Gott.
Po powrocie ze szpitala pracowała chałupniczo przy wyrobie zabawek dla spółdzielni lalkarskiej Kierunek, gdyż reżim komunistyczny nie pozwolił jej na wykonywanie innej pracy. W 1972 roku rozwiodła się z Janem Němcem (w 1974 roku został zmuszony do emigracji). W 1973 roku piosenkarka wyprowadziła się z Pragi i zamieszkała we wsi Slapy. W lutym 1974 roku wyszła za mąż za reżysera Jana Moravca. W tym czasie, w zamian za publiczne wyrażenie poparcia dla władzy socjalistycznej, sugerowano możliwość poprawy sytuacji artystki, ale Kubišova propozycję odrzuciła.
W 1977 roku została sygnatariuszką Karty 77 (niezależnej inicjatywy działającej na rzecz przestrzegania praw człowieka) oraz jej rzeczniczką (1977–1978) po aresztowaniu Václava Havla. W sierpniu 1978 roku uczestniczyła w spotkaniu przedstawicieli Karty 77 i Komitetu Obrony Robotników w Karkonoszach, którego celem było wydanie wspólnego oświadczenia w 10. rocznicę „praskiej wiosny” i interwencji wojskowej w Czechosłowacji, co wzmogło wobec niej działania inwigilacyjne prowadzone przez StB. W tym samym roku nielegalnie nagrała kilka piosenek z akompaniamentem gitarowym Jaroslava Hutki, które ukazały się na kompilacyjnym albumie Zakázaní zpěváci druhé kultury wydanym w Szwecji oraz nagrała piosenkę „Tvé jméno Jan – Pocta Janu Patočkovi” i amatorski wideoklip dla upamiętnienia śmierci profesora Jana Patočki. 1 czerwca 1979 roku urodziła córkę Kateřinę (Kačenkę), której ojcem chrzestnym został Václav Havel. Na początku lat 80. powróciła do Pragi i rozwiodła się z Janem Moravcem z powodu jego zdrady małżeńskiej. Od 1981 do 1989 roku pracowała jako referentka w wydziale budownictwa urzędu miejskiego.

### Powrót
Pierwsze publiczne pojawienie się Marty Kubišovej nastąpiło 10 grudnia 1988 roku podczas legalnej demonstracji na placu Škroupově náměstí w Pradze z okazji 40-lecia uchwalenia Powszechnej Deklaracji Praw Człowieka, gdzie zaśpiewała czechosłowacki hymn „Kde domov můj”. Był to właściwie pierwszy publiczny występ od 1970 roku. 21 listopada 1989 roku, podczas aksamitnej rewolucji, zaśpiewała z balkonu gmachu wydawnictwa „Melantrich” na placu Wacława w Pradze „Modlitwę dla Marty” oraz hymn Czechosłowacji. W grudniu tego samego roku wzięła udział w oficjalnym koncercie, a wytwórnia Supraphon ponownie wydała jej pierwszą płytę Songy a balady. 2 czerwca 1990 roku odbył się pierwszy solowy koncert artystki w pałacu Lucerna, podczas którego otrzymała „dożywotniego” „Złotego Słowika”, również jako uhonorowanie za rok 1970.
W 1990 roku, na krótko, zaangażowała się w politykę i została wybrana do Izby Narodów Zgromadzenia Federalnego, ówczesnego Parlamentu Czechosłowackiego, z ramienia Forum Obywatelskiego. 3 listopada 1994 roku podczas koncertu Golden Kids Comeback otrzymała wraz z zespołem złotą płytę za 250 tys. sprzedanych płyt. W roku 1995 została odznaczona Medalem Za Zasługi II stopnia.
Zajmuje się działalnością charytatywną i od 1992 roku prowadzi program telewizyjny o zwierzętach w schroniskach Chcete mě? W 1997 roku ukazała się biografia piosenkarki, napisana przez Adama Georgieva, Chytat slunce, a rok później artystka została uhonorowana wprowadzeniem do Síně slávy. Od 1998 roku stale współpracuje z teatrem Ungelt w Pradze. W 2005 roku ukazała się druga biografia – Asi to tak sám Bůh chtěl autorstwa Luboša Nečasa. W 2012 otrzymała z rąk ambasadora Francji w Czechach Legię Honorową, a w 2015 roku została odznaczona Orderem Zasługi Wielkiego Księstwa Luksemburga oraz otrzymała tytuł Dáma české kultury.
Marta Kubišova jest jedną z głównych bohaterek książki Mariusza Szczygła Gottland. Historia Kubišovej stała się też kanwą sztuki teatralnej Małgorzaty Sikorskiej-Miszczuk Zaginiona Czechosłowacja. Prapremiera została przygotowana w 2011 roku specjalnie na Międzynarodowy Festiwal Teatralny „Demoludy” w Olsztynie.
W 2023 roku została odznaczona Orderem Tomáša Garrigue Masaryka I klasy.

## Twórczość

### Dyskografia (albumy)
Solowe:
- Songy a balady (1969, 1989)
- Lampa (1990)
- Adventní písně a koledy (1990)
- Někdy si zpívám... (1991)
- Songy a nálady (1993)
- Golden Kids (1993)
- Řeka vůní (1995)
- Singly 1 (1996)
- Bůh ví (1996)
- Nechte zvony znít (Singly 2) (1997)
- Vánoce s Martou Kubišovou (1997)
- Dejte mi kousek louky (Singly 3) (1998)
- Síň slávy (1999)
- Marta Kubišová v Ungeltu (1999)
- Modlitba (Singly 4) (1999)
- Taiga blues (Singly 5) (2000)
- Příběh – to nejlepší (2004)
- Vítej, lásko (2005)
- Ne! The Soul Of Marta Kubišová (2009)
- Vyznání – Zlatá kolekce (2010)
- Zlatá šedesátá (2012)
- Magický Hlas Rebelky (Písně Z Dokumentárního Filmu Olgy Sommerové) (2014)

Golden Kids:
- Micro-Magic-Circus (1969, 1970, 1997)
- Golden Kids 1 (1970, 1997)
- Golden Kids (1993)
- Václav Neckář & Golden Kids – Motejl Modrejl 1968 – 1970 (1998)

### Filmy
- Revue v mlze (1966, TV)
- Mučedníci lásky (1966)
- Píseň pro Rudolfa III (1967–1968, TV)
- Jak se krade milión (1967)
- Náhrdelník melancholie (1968, TV)
- Gramohit 68 (1968, TV)
- Bylo čtvrt a bude půl (1968)
- Revue pro následníka trůnu (1969, TV)
- Proudy lásku odnesou (1969)
- Stíny včerejška (1991, TV)
- Stalo se na podzim (1993, TV)
- Kameňák 2 (2004)
- Kde lampy bloudí (2006)
- Bestiář (2007)
- Svět z papíru (2008, etiuda)
- Waldemar Matuška 2 – Buď pořád se mnou (2011)

Źródło: Česko-Slovenská filmová databáze.
Ponadto Marta Kubišova wystąpiła w ponad 50 filmach dokumentalnych i 50 programach telewizyjnych oraz 5 teledyskach.